# Ресторатор
Ресторатор (фр. restaurateur) — творець, власник ресторану (мережі ресторанів). Як правило, ресторатор, в рамках концепції ресторану, вибирає шеф-кухаря. Іноді шеф-кухар, досягаючи високого професійного рівня, відкриває власний ресторан і стає ресторатором. Ален Дюкасс, П'єр Ганьєр або Поль Бокюз — яскравий тому приклад.
Найпрестижнішим досягненням ресторатора і шеф-кухаря є отримання рестораном зірки Червоного гіда Мішлен.

## Історія професії
Одним з перших рестораторів став француз Рурто (Rourteau), який у 1582 році заснував у Парижі ресторан «Тур д'Аржан» (La Tour D'argent (фр.). Це був перший в Парижі заклад з білими скатертинами, чистим посудом і культурою обслуговування. Саме ресторан «Тур д'Аржан» надихнув творців відомого мультиплікаційного фільму «Рататуй» (фр. Ratatouille).

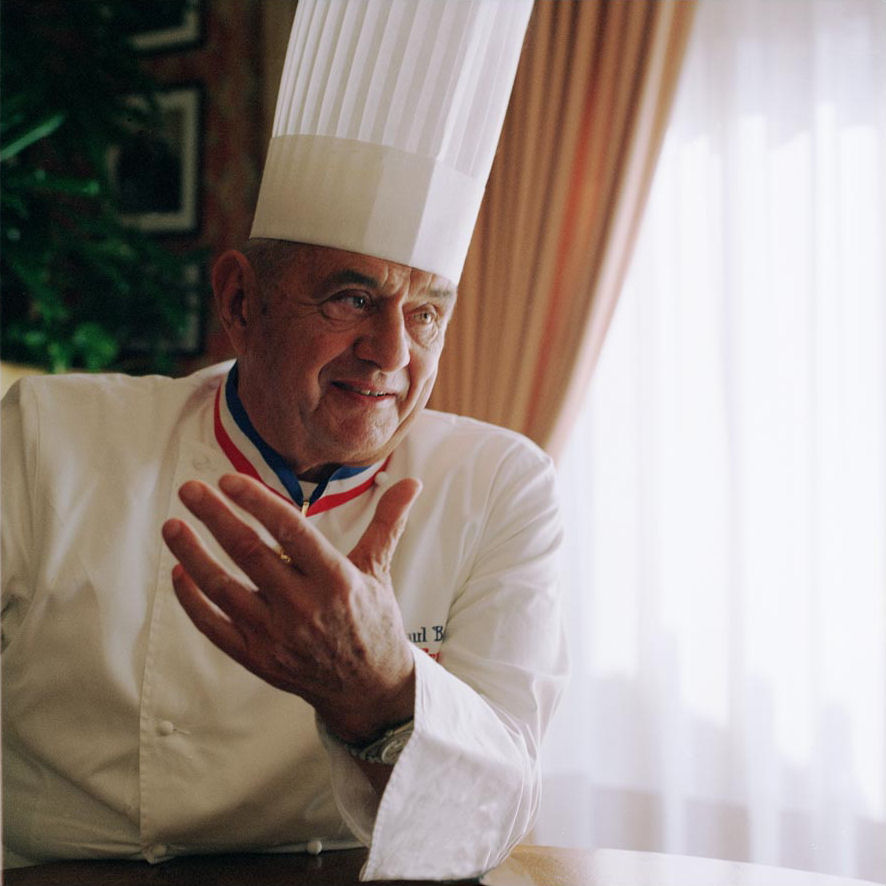
Поль Бокюз — французький ресторатор та один з найвідоміших шеф-кухарів XX століття.

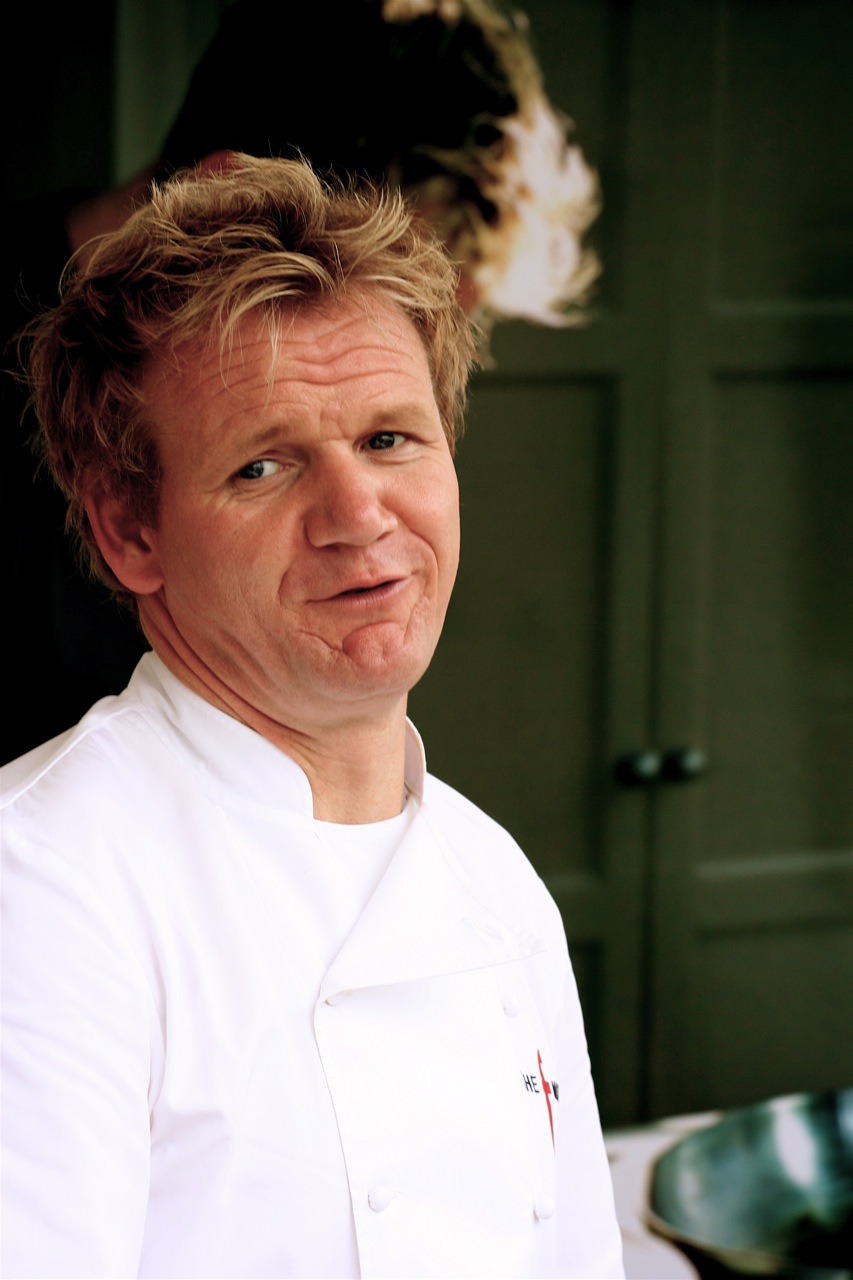
Гордон Рамзі — британський ресторатор та один з найвідоміших шеф-кухарів XXI століття.

## Відомі ресторатори
Відомі ресторатори XVIII і початку XIX століття: Мео, Робер, Троянд, Борель, Легак, брати Вері, Неві і Бален.
Відомі ресторатори XIX століття: Вердьє — «Мезон-д'Ор», Біньон, Бребан, Ріш, Петері, Вефур з «Фрер Провансо».

### Ресторатори сучасності
- Ален Дюкасс, Франція
- Ален Пассар, Франція
- Жоель Робюшон, Франція
- П'єр Ганьєр, Франція
- Поль Бокюз, Франція
- Гордон Рамзі, Англія
- Джеймс Тревор Олівер, Англія
- Ру (ресторатори), Англія
- Алекс Купер, Україна
- Борисов Дмитро Володимирович, Україна
- Гусовський Сергій Михайлович, Україна
- Ектор Хіменес-Браво, Україна
- Зархін Марк Григорович, Україна
- Лібкін Савелій Ілліч, Україна
- Назарук Юрій Миколайович, Україна
- Тищенко Микола Миколайович, Україна
- Худо Андрій Володимирович, Україна